# Obraz Matki Boskiej z Koźla
Obraz Matki Boskiej z Koźla (również Obraz Matki Bożej z Koźla lub Obraz Madonny kozielskiej) – wizerunek przedstawiający Maryję z Dzieciątkiem w typie hodegetrii, znajdujący się w parafialnym kościele św. Zygmunta i św. Jadwigi Śląskiej w Kędzierzynie-Koźlu, będący najstarszym obrazem maryjnym w diecezji opolskiej. Obraz otoczony jest lokalnym kultem religijnym i uważany za cudowny.

## Historia obrazu
Obraz Matki Boskiej z Koźla powstał w latach 1420–1430 w Czechach, najprawdopodobniej w Ołomuńcu. Jest odległym naśladownictwem obrazu bizantyjskiego. Należy do grupy hodegetrii, do której zaliczany jest także m.in. obraz Matki Boskiej Częstochowskiej czy obraz Matki Boskiej Opolskiej. Z badań historyków sztuki wynika, że z obrazem Madonny kozielskiej bardzo blisko spokrewniony jest obraz Matki Boskiej Bytomskiej. Hodegetria bytomska albo stanowi kopię kozielskiej, albo też obie mają ten sam pierwowzór. 
Wizerunek kozielski jest prawdopodobnie najstarszym maryjnym obrazem z grupy tzw. Madonn piekarskich. Nie jest znany ani artysta, który go wykonał, ani sposób czy okoliczności, w jakich trafił on do kościoła w Koźlu. Umieszczony został w najstarszej części kościoła, którą jest kaplica Najświętszej Maryi Panny, najprawdopodobniej przed 1480, kiedy to przy kaplicy powołano bractwo Nawiedzenia NMP.
Z protokołu wizytacyjnego kościoła z 1713 wynika, że obraz okryty został srebrnymi koronami oraz srebrną szatą wysadzaną kamieniami szlachetnymi, ufundowanymi przez nieznaną osobę. W 1938 przeprowadzono gruntowny remont kaplicy, podczas którego zza przeszklenia obrazu wymontowano zdobiące obraz korony i szaty, które ponownie zostały nałożone już po II wojnie światowej.
Kult obrazu zapoczątkowano już w XV wieku. Od 1996 przed obrazem odbywają się nabożeństwa do Matki Bożej z Koźla, początkowo raz w miesiącu, a obecnie w każdą środę, zazwyczaj o godz. 17:30. Ówczesny proboszcz parafii ks. dr Alfons Schubert ułożył specjalną modlitwę do Matki Bożej z Koźla, która została zaaprobowana 3 listopada 1999 roku za zezwoleniem kurii opolskiej.
28 maja 2003 kopia wizerunku Matki Boskiej z Koźla, wykonana przez miejscowego artystę Grzegorza Fuławkę, została przekazana papieżowi św. Janowi Pawłowi II podczas parafialnej pielgrzymki do Watykanu.
Z początkiem XXI wieku zaobserwowano proces niszczenia obrazu, w wyniku czego podjęto decyzję o gruntownej konserwacji przez nyskiego konserwatora Andrzeja Marka Barskiego, którą ukończono 29 lutego 2004. W trakcie prac konserwatorskich zdemontowano z sukni Matki Bożej zdobiące ją 34 srebrne sześcioramienne gwiazdy. Odrestaurowany obraz umieszczono w nowo zaprojektowanym ołtarzu w centralnej części kaplicy Matki Bożej, w specjalnej oszklonej gablocie, rezygnując jednocześnie ze zdobiących obraz wcześniej srebrnych koron i szat. Odrestaurowany wizerunek został poświęcony przez opolskiego biskupa pomocniczego Jana Kopca.
29 maja 2020 Poczta Polska wprowadziła do obiegu okolicznościową kartkę pocztową z wizerunkiem Matki Boskiej z Koźla w nakładzie 8000 sztuk, projektu Jana Konarzewskiego, wraz z okolicznościowym datownikiem.
O historii kozielskiego obrazu opowiadają dwie legendy zanotowane przez Theophila Konietznego w 1934.

## Opis obrazu
Obraz namalowany został techniką temperową na desce lipowej. Tło obrazu jest złote, z widocznymi nimbami wokół głów obu postaci. Od czasu konserwacji z 2004 tło jest jednolite.

### Matka Boża
Głowa Matki Bożej osadzona jest na krótkiej szyi, twarz pociągła, o małych, skośnych oczach, wąskim nosie i drobnych ustach. Twarz Maryi wyróżnia się specyficznym wyrazem spośród innych wizerunków Madonn piekarskich posiadających łagodne, refleksyjne oblicze. Ukośne łuki brwiowe i zmarszczone czoło nadają jej rysom wyraz tragicznego zatroskania, który upodabnia ją do wizerunków Matki Boskiej Bolesnej. Maryja jest okryta ciemną chustą w typie bizantyńskiego maforionu, z czerwono-brunatną podszewką i lamowaniem ozdobionym perłami. Chusta spięta jest kwadratową zaponą. Brzeg prawego rękawa oblamowany jest złotą bortą. Dłoń prawej ręki z rozwartym kciukiem spoczywa na piersi, wskazując na Dzieciątko. Natomiast lewa ręka Madonny, z palcami dłoni tworzącymi kształtem literę M (symbol Maryi), podtrzymuje siedzące na niej Dzieciątko.

### Jezus Chrystus
Dzieciątko o majestatycznej twarzy i kręconych włosach, ubrane w brązową szatę ze złotymi ornamentami, jest zwrócone ku matce. W lewej dłoni trzyma księgę, skierowaną w dół i opartą na lewym kolanie. Prawą rękę skierowaną ma ku górze w geście błogosławieństwa, jednocześnie dotyka nią lekko chusty Maryi. 

## Ozdoby obrazu

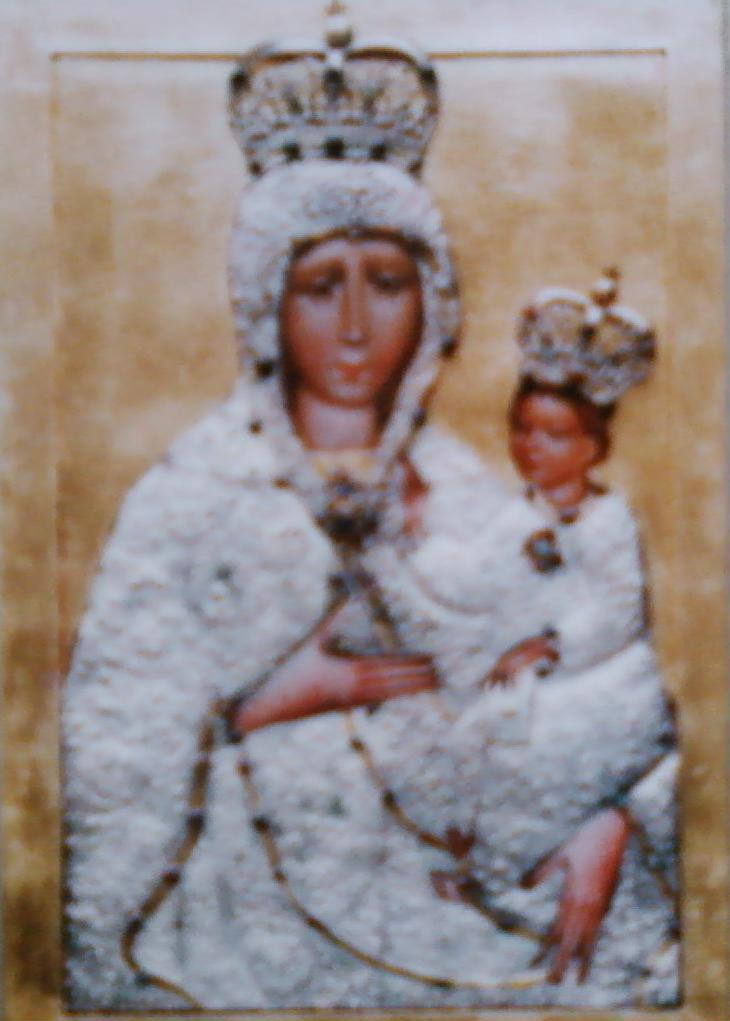
Obraz Matki Boskiej z Koźla w szacie srebrnej z koronami

Okazałą ozdobą obrazu są dwie korony oraz srebrna szata (płaszcz), złożona z trzech elementów.
Szata wykonana jest z blachy ozdobionej na całej powierzchni repusowanymi ornamentami i lamówkami na wewnętrznych krawędziach. Płaszcz wysadzany jest niesymetrycznie 80 kamieniami szlachetnymi i ozdobiony zapinkami (broszkami) Maryi i Dzieciątka.
Korony mają kształt krzyżujących się półkoli, które zwieńczone są na szczycie kulką z krzyżykiem. Na każdym półkolu umieszczono kamień szlachetny, a pozostałe kamienie rozmieszczono na okrągłych łożach na obwodzie koron. Widocznych jest pięć kamieni na łożu Maryi i trzy na łożu Dzieciątka. Obecnie ozdoby są zdemontowane z obrazu.